# Protocatecuato de metila
Protocatecuato de metila ou metil-3,4-diidroxibenzoato, é um composto orgânico fenólico de fórmula molecular C8H8O4, massa molecular de 168,15 , ponto de ebulição de 351,5 °C a 760 mmHg, ponto de fusão de 134-135°C, densidade de 1,354 g/cm3 , classificado com o número CAS 2150-43-8. É o éster metílico do ácido protocatecuico.